# 镶红旗营妃嫔墓
镶红旗营妃嫔墓:27是位于北京市西郊镶红旗营、明代金山皇家陵墓区内的七座明宪宗妃嫔的墓葬:431。
《太常續考》称明宪宗的王昭妃、柏賢妃等十三妃安葬金山口的同一墓中。其它文献说法相同。自嘉靖朝起，同一位份的妃嫔多同葬一墓:431。
1951年，考古发掘金山皇家陵墓区内的董四墓村明墓，证实明神宗七嫔、明熹宗三妃同葬一墓。1963年，在金山皇家陵墓区内、北京镶红旗营（今址不详）发掘七座明墓。墓葬均已被盗，棺椁破碎，墓主尸骨失散。三座墓葬有墓志出土，确定三位墓主身份，是明宪宗的王顺妃、张德妃、岳静妃:431。
除考古发现证实明宪宗妃嫔皆安葬于单人墓，相关文献记载有误外:431。有研究者认为，此墓和董四墓村明墓，“证实了明代未从诸帝葬的妃嫔俱葬金山的文献记载，为研究明代妃嫔葬制和墓葬形制提供了重要资料”，而出土的16合墓志，“是明史研究难得的实物资料。”:27—28

## 建筑
七座墓葬位于金山阴坡，为南北向并列成一横排。地面宝顶无存，从残存灰土渣判断，系三合土夯筑。墓室结构形制相同，由墓门、前室、后室组成，为平面呈“工”字形的砖石结构的平房式建筑:431。
墓门由整块青石或大理石制成，正面雕刻兽头铺首，背面刻有半圆凸起，以承托自来石。前室中央设宝座，其前置五供和万年灯。后室中央设大理石棺床，上置棺椁。棺床中央有方孔，内实黄土。前室、后室顶部两坡平铺方砖，脊饰无存:431。